# Korotkoje zamykanije
Korotkoje zamykanije (russisk: Короткое замыкание) er en russisk spillefilm fra 2009 af Kirill Serebrennikov, Pjotr Buslov, Ivan Vyrypajev, Aleksej Aleksejevitj German og Boris Khlebnikov.

## Medvirkende
- Irina Butanajeva som Olja
- Jurij Tjursin
- Ivan Dobronravov
- Aleksej Filimonov
- Andrej Fomin